# Термодинамическое состояние
Термодинамическое состояние — совокупность макроскопических параметров, характеризующих состояние термодинамической системы. Выбор параметров конкретной термодинамической системы зависит от целей исследования, связь между параметрами носит название уравнения состояния. Количество независимых параметров, выделяемых среди всех описывающих термодинамическое состояние, называется числом термодинамических степеней свободы. Термодинамические состояния делятся на равновесные и неравновесные, изучаемыми в рамках соответствующих теорий.
Термодинамика устанавливает идеализированный формализм, который выражается системой постулатов термодинамики. Термодинамические состояния относятся к числу фундаментальных или основных объектов или понятий формализма, в которых их существование формально постулируется, а не выводятся или строятся из других понятий.
Термодинамическая система — это не просто физическая система, а макроскопический объект, микроскопические характеристики которого при его термодинамическом описании в явном виде не рассматривают. Количество переменных состояния, необходимых для задания термодинамического состояния, зависит от системы и не всегда известно до начала эксперимента; обычно они получаются из экспериментальных данных. Для описания используют два или больше параметров, но не более нескольких десятков. Хотя число переменных состояния устанавливается экспериментально, остается выбор, какую из них использовать для удобного описания. Данную термодинамическую систему можно альтернативно идентифицировать несколькими различными вариантами набора переменных состояния. Выбор обычно делается на основе окружения, которое имеет отношение к термодинамическим процессам и должны учитываться в описании системы. Например, если предполагается рассмотреть теплопередачу для системы, то стенка системы должна быть проницаемой для тепла, и эта стенка должна соединять систему с телом в окружающей среде (тепловой резервуар), которое имеет определённую не зависящую от времени температуру.
Для равновесной термодинамики в термодинамическом состоянии системы её содержимое находится во внутреннем термодинамическом равновесии с нулевыми потоками всех величин, как внутренних, так и между системой и окружающей средой. Для Планка основной характеристикой термодинамического состояния системы, состоящей из одной фазы, в отсутствие внешнего силового поля является пространственная однородность. Для неравновесной термодинамики подходящий набор идентифицирующих переменных состояния включает некоторые макроскопические переменные, например ненулевой пространственный градиент температуры, которые указывают на отклонение от термодинамического равновесия. Такие неравновесные идентифицирующие переменные состояния указывают, что некоторый ненулевой поток существует в системе или между системой и окружающей средой.

## Термодинамические функции состояния
Помимо термодинамических переменных, которые первоначально идентифицируют термодинамическое состояние системы, система характеризуется дополнительными величинами, называемыми термодинамическими функциями состояния или просто функциями состояния. Они однозначно определяются термодинамическим состоянием, которое было задано исходными переменными состояния. Переход из данного начального термодинамического состояния в данное конечное термодинамическое состояние термодинамической системы известен как термодинамический процесс; обычно это перенос вещества или энергии между системой и окружающей средой. В любом термодинамическом процессе, какими бы ни были промежуточные условия во время прохождения, общее соответствующее изменение значения каждой переменной термодинамического состояния зависит только от начального и конечного состояний. Для идеализированного непрерывного или квазистатического процесса это означает, что бесконечно малые постепенные изменения таких переменных являются точными дифференциалами. Вместе постепенные изменения на протяжении всего процесса, а также начальное и конечное состояния полностью определяют идеализированный процесс.
В идеальном газе термодинамическими переменными будут любые три переменные из следующих четырёх: число молей, давление, температура и объём. Таким образом, термодинамическое состояние будет находиться в трехмерном пространстве состояний. Оставшаяся переменная, а также другие величины, такие как внутренняя энергия и энтропия, будут выражаться как функции состояния этих трех переменных. Функции состояния удовлетворяют определённым универсальным ограничениям, выраженным законами термодинамики, и зависят от особенностей материалов, из которых состоит конкретная система.
Множество типов термодинамических диаграмм разработаны для моделирования переходов между термодинамическими состояниями.

## Состояние равновесия
Физические системы, встречающиеся в природе, практически всегда динамичны и сложны, но во многих случаях макроскопические физические системы поддаются описанию на основе близости к идеальным условиям. Одним из таких идеальных условий является состояние устойчивого равновесия. Такое состояние является примитивным объектом классической или равновесной термодинамики, в котором оно называется термодинамическим состоянием. На основании многих наблюдений термодинамика постулирует, что все системы, которые изолированы от внешней среды, будут развиваться так, чтобы приближаться к уникальным стабильным состояниям равновесия. Существует ряд различных типов равновесия, соответствующих различным физическим переменным, и система достигает термодинамического равновесия, когда одновременно выполняются условия всех соответствующих типов равновесия. Несколько типов равновесия:
- Тепловое равновесие — когда температура всей системы является однородной, то система находится в тепловом равновесии.
- Механическое равновесие — если в каждой точке данной системы не происходит изменения давления со временем и нет движения вещества, то система находится в механическом равновесии.
- Фазовое равновесие наблюдается, когда масса для каждой отдельной фазы достигает значения, которое не изменяется со временем.
- Химическое равновесие. При химическом равновесии химический состав системы устоялся и не изменяется со временем.